# Família Argiro

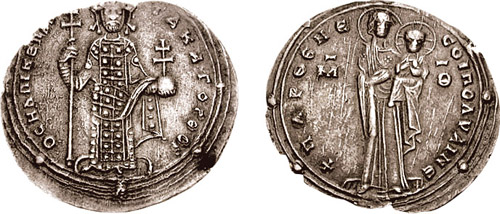
Miliarésio com efígie de r.

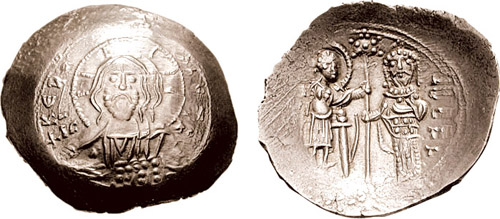
Histameno de r.

Argiro (em latim: Argyrus; em grego: Ἀργυρός; romaniz.: Argyrós; derivado de ἄργυρος, "prata"; forma feminina: "Argira" (Ἀργυρή)), foi uma proeminente família aristocrática do Império Bizantino, ativa de meados do século IX até o final do império no século XV, embora seu pico tenha sido meados do século XI. O nome também evoluiu para a variante Argirópulo (em grego: Ἀργυρόπουλος).
Os Argiros aparentemente são originários da província de Carsiano, onde possuíam grandes propriedades. Sendo eles, portanto, membros da aristocracia militar fundiária da Anatólia (os dínatos); de fato, eles estão entre as mais antigas, e quase arquetípicos, e teriam emergido ao lado da família Ducas. A família é atestada seguramente em meados do século IX, mas pode ter suas origens em um certo patrício Mariano e seu filho Eustácio, que foi capturado pelo Califado Omíada em 740/741 e executado após recusar-se à conversão ao islamismo.
Começando com o fundador da família Leão Argiro, muitos dos primeiros membros eram oficiais militares, tal como Eustácio Argiro e seus filhos Leão e Potos Argiro, ou Basílio Argiro no século XI. O irmão de Basílio, o único Argiro do apogeu da família a tornar-se um oficial civil nessa época, tornou-se o imperador Romano III Argiro (r. 1028–1034).
O imperador Aleixo I Comneno (r. 1081–1118) esteve comprometido com uma dama Argiro, mas ela morreu antes do casamento. No período Comneno a família declinou em estatuto, e os últimos Argiros e Argirópulos foram principalmente intelectuais e proprietários, dentre os quais o astrônomo Isaac Argiro, o humanista João Argirópulo e o músico Manuel Argirópulo.